# Ilaria Mauro
Ilaria Mauro (* 22. Mai 1988 in Gemona del Friuli) ist eine italienische ehemalige Fußballspielerin.

## Karriere

### Vereine
Mauro startete ihre Karriere mit acht Jahren, in der männlichen E-Jugend des UP Reanese. Im Sommer 2001 verließ sie UP Reanese und wechselte zur D-Jugend des Frauenfußballvereines Unione Polisportiva Comunale Graphistudio Tavagnacco. Nach einem Jahr in der Primavera-Mannschaft, mit der sie die Serie D Femminile gewann, wurde sie im Sommer 2002 zur Serie A Mannschaft befördert. Sie spielte im Alter von 14 Jahren ihr Seniordebüt und wurde mit der Mannschaft 2011, sowie 2012, Vizemeister der Serie A. Dieser zweite Platz, bescherte ihr erstmals eine Einsatzzeit in der UEFA Women’s Champions League. Am 1. Juni 2013 verhalf sie mit einem Tor, beim 2:0 über ASD CF Bardolino zum erstmaligen Gewinn, des Coppa Italia. Sie lief für UPC Tagnacco in 133 Spielen auf und erzielte dabei 67 Tore, bevor sie im Sommer in die 2. Fußball-Bundesliga der Frauen zum SC Sand wechselte. Am 8. September 2013 gab sie ihr Debüt in der 2. Fußball-Bundesliga gegen den SV 67 Weinberg und erzielte gleich ihr Einstandstor. Sie verhalf zudem mit fünf Toren, in vier Spielen den SC Sand zum Einzug ins Halbfinale des DFB-Pokals 2013. Ihr Bundesligadebüt krönte sie am 31. August 2014 (1. Spieltag) beim 1:1-Unentschieden im Heimspiel gegen den FF USV Jena gleich mit ihrem ersten Bundesligator, dem Treffer zur zwischenzeitlichen 1:0-Führung in der 19. Minute. Am 26. April 2015 unterschrieb Mauro, einen Zweijahresvertrag beim Ligarivalen 1. FFC Turbine Potsdam. Im Sommer 2016 löste sie ihren Vertrag nach nur einer Spielzeit in Potsdam auf und wechselte am 19. Juli 2016 zur AC Florenz. Mauro verhalf mit 16 Toren in 21 Spielen der Fiorentina zur ersten Meisterschaft in der Vereinsgeschichte, zudem sicherte sie sich mit Florenz den Pokalsieg der Saison 2016/2017.

### Nationalmannschaft
Mauro spielte jahrelang in der italienischen U-19-Nationalmannschaft und wurde im Frühjahr 2008 erstmals in die Italienische Fußballnationalmannschaft der Frauen berufen. Sie gab im Rahmen des Algarve-Cups ihr A-Länderspieldebüt für Italien gegen die Chinesische Fußballnationalmannschaft der Frauen in Loulé. Im Juni 2013 wurde sie vom Nationaltrainer Antonio Cabrini für die Fußball-Europameisterschaft der Frauen 2013 in Schweden nominiert. Sie spielte bei der Endrunde in drei Spielen und erzielte dabei ein Tor.
Bei der  Fußball-Europameisterschaft der Frauen 2017 erzielte sie bei den 1:2-Niederlagen gegen Deutschland und Russland die Tore für ihre Mannschaft.
Sie gehörte auch zum Kader für die WM 2019, wo sie in drei Spielen eingesetzt wurde.

## Erfolge
- Team des Jahres der Serie A: 2019